# Saint-Moré
Saint-Moré é uma comuna francesa na região administrativa de Borgonha-Franco-Condado, no departamento de Yonne. Estende-se por uma área de 12,14 km². Em 2010 a comuna tinha 185 habitantes (densidade: 15,2 hab./km²).